# Yasmany López
Yasmany López Escalante est un footballeur international cubain, né le 11 octobre 1987, à Morón, dans la province de Ciego de Ávila. Il évolue au poste de défenseur.

## Biographie

### Carrière en sélection
Retenu dans la liste des convoqués pour la Gold Cup de 2013 aux États-Unis, Yasmany López dispute son premier match au sein de l'équipe de Cuba, le 16 juillet 2013, lorsqu'il rentre à la 68e min du match contre le Belize (victoire 4-0). Il participe l'année suivante à la phase finale de la Coupe caribéenne des nations, en Jamaïque, où il a l'occasion de marquer son seul but international contre Curaçao, le 13 novembre 2014, à la 51e min de jeu (victoire 3-2).
Il est à nouveau retenu dans le groupe des joueurs sélectionnés afin de disputer la Gold Cup 2015 où son pays se hisse en quarts-de-finale. Quatre ans plus tard, à l'occasion de la Gold Cup 2019, il décide d'immigrer aux États-Unis, après la cuisante défaite contre le Mexique (0-7), le 15 juin 2019.

## Palmarès
- FC Ciego de Ávila
  - Champion de Cuba en 2014.

- FC Santiago de Cuba
  - Champion de Cuba en 2019.